# ده حاتم
روستای حاتم قلجایی، روستایی است از توابع بخش مرکزی شهرستان هیرمند در استان سیستان و بلوچستان ایران.

## جمعیت
این روستا در دهستان دوست‌محمد قرار دارد و براساس سرشماری سال ۱۳۸۵جمعیت آن ۳۷۸نفر (۷۰خانوار) بوده‌است.